# Ciğir, Kızılcahamam
Ciğir là một xã thuộc huyện Kızılcahamam, tỉnh Ankara, Thổ Nhĩ Kỳ.